# Lagesse
Lagesse ist eine Gemeinde im französischen Département Aube in der Region Grand Est. Sie gehört zum Kanton Les Riceys im Arrondissement Troyes. Nachbargemeinde sind Chaource im Norden, Maisons-lès-Chaource im Osten, Chesley im Süden und Cussangy im Westen.

## Bevölkerungsentwicklung
| Jahr      | 1962 | 1968 | 1975 | 1982 | 1990 | 1999 | 2007 | 2018 |
| --------- | ---- | ---- | ---- | ---- | ---- | ---- | ---- | ---- |
| Einwohner | 214  | 205  | 200  | 207  | 179  | 168  | 187  | 207  |